# غوان ملتحي
غوان ملتحي (الاسم العلمي: Penelope barbata) هو نوع من الطيور يتبع جنس الغوان بنيلوب من فصيلة القرازية.